# 2022年冬季残疾人奥林匹克运动会法国代表团
2022年冬季残疾人奥林匹克运动会法国代表团是法国派出的2022年冬季残疾人奥林匹克运动会代表团。获得7枚金牌、3枚银牌和2枚铜牌。